# Iglesia de Santa María (Fredericksburg)
La Iglesia Católica de Santa María (en inglés: St. Mary's Catholic Church) es una iglesia católica de ubicada en la localidad de Fredericksburg en el estado de Texas (Estados Unidos).

## Historia

### Primer templo
La primera iglesia católica en el pueblo de Fredericksburg era una cabaña de madera construida en 1848. En 1861 era sustituida por un edificio hecho de piedras, lo cual era terminado en 1863. Ahora llamado Antiguo St. Mary's, desde hace 1906 este edificio ha sido utilizado con varios propósitos, incluso como escuela. Debido a su importancia en la historia de la migración hacia Texas de los Alemanes, en 1994 era anotado como Recorded Texas Historic Landmark en 1994.

### En la actualidad
Para 1901 el edificio de la iglesia era demasiado pequeño para la congregación. Una nueva iglesia era diseñado por el arquitecto de San Antonio Leo M.J. Dielmann y construido por el contratista Jacob Wagner en 1906. El edificio actual de St. Mary's contiene muchas características Góticas como contrafuertes, motivas trifolias, y una torre de esquina subiendo arriba del techo. El interior contiene pinturas y murales extensivas, incluso en el cañón del órgano y las bóvedas, resultando en su inclusión en el National Register of Historic Places como una iglesia pintada. Además es parte de Fredericksburg Historic District, del Registro Nacional y un Recorded Texas Historic Landmark.
El campus actual también incluye la Iglesia Católica de Nuestra Señora de Guadalupe en 302 East College Street. Abierto originalmente en 1919, estaba cerrada en los años 40, y luego abierto de nuevo como una misión de St. Mary's para hispanohablantes en 1983.